# Saniella verna
Saniella verna är en enhjärtbladig växtart som beskrevs av Olive Mary Hilliard och Brian Laurence Burtt. Saniella verna ingår i släktet Saniella och familjen Hypoxidaceae. Inga underarter finns listade i Catalogue of Life.